# Jason P. Miller
Pour les articles homonymes, voir Jason Miller et Miller.
Jason P. Miller est un mathématicien américain, qui s'intéresse aux probabilités.

## Formation et carrière
Jason Miller étudie de 2002 à 2006 à l'Université du Michigan à Ann Arbor, les mathématiques, l'informatique et l'économie, où il est diplômé du Bachelor dans chacune de ces disciplines, et ensuite à l'Université Stanford, où il obtient en 2011 son doctorat en mathématiques sous la direction d'Amir Dembo avec une thèse intitulée Limit theorems for Ginzburg-Landau {\displaystyle \nabla }-{\displaystyle \phi } random surfaces. En tant que chercheur postdoctoral , il travaille chez Microsoft Research et de 2012 à 2015, au Massachusetts Institute of Technology, où il est Schramm Fellow, auprès de Scott Sheffield. En 2015, il devient Fellow du Trinity College à Cambridge et Reader au Laboratoire de Statistiques de l'Université de Cambridge. Depuis 2019, il est professeur à l'Université de Cambridge.

## Travaux
Il s'intéresse à l'évolution Schramm-Loewner (en) (SLE), aux marches aléatoires, aux temps de mélange de Chaînes de Markov, aux systèmes de particules en interaction et aux mathématiques financières.
Avec Scott Sheffield, il s'est intéressé au champ libre gaussien (Gaussian Free Field, GFF), qui peut être considéré comme une généralisation du mouvement brownien obtenue en remplaçant le temps par un espace de plus grande dimension. Ils ont développé une géométrie qualifiée d'imaginaire qui fournit de nombreux couplages entre les courbes SLE et le GFF. Miller et Sheffield ont également montré que les deux descriptions de surfaces aléatoires, les surfaces browniennes et la gravité quantique de Liouville, introduite par Alexandre Poliakov et construite à l'aide du GFF, sont équivalentes.

## Prix et distinctions
En 2015, il reçoit le Prix Rollo-Davidson, en 2016 le Prix Whitehead et en 2017, le Clay Research Award conjointement avec Scott Sheffield. En 2018, il est orateur invité au Congrès international des mathématiciens à Rio de Janeiro avec une conférence intitulée « Liouville quantum gravity as a metric space and a scaling limit ».
En 2023 il est lauréat du prix Eisenbud, conjointement avec Scott Sheffield, pour des travaux sur les géométries bidimensionnelles aléatoires, et en particulier sur la gravité quantique de Liouville.

## Publications
- Miller, Sheffield, Liouville quantum gravity and the Brownian map, Partie 1: The QLE(8/3,0) metric, 2015, Arxiv, Partie 2: geodesics and continuity of the embedding, en 2016, Arxiv
- Miller, Sheffield, « Quantum Loewner Evolution », Duke Math. J., Tome 165, 2016, S. 3241-3378, Arxiv
- Miller, Sheffield, Imaginary geometry, Partie 1, 2012, Arxiv, Partie 2, Arxiv, Partie 3, Arxiv, Partie 4, Arxiv